# Jeřáb břek u staré vápenky
Jeřáb břek u staré vápenky je památný strom rostoucí ve volné krajině na severním okraji obce Lažánky v okrese Brno-venkov, v blízkosti staré vápenky a bývalého lomu. Průměr kmene jeřábu břeku je 73 cm, ochranné pásmo stromu je tvořeno kruhem o poloměru desetinásobku průměru kmene, tedy o poloměru 7,3 m. Jako památný strom je registrovaný Agenturou ochrany přírody a krajiny ČR pod číslem 105490.
Jeřáb břek u staré vápenky se umístil na 8. místě z 35 nominovaných stromů v anketě Strom Tišnovska 2007.

## Základní údaje
- název: Jeřáb břek u staré vápenky
- druh: Sorbus torminalis var. torminalis – rozšířený v Evropě a severozápadní Africe[4]
- výška: 15–16 m[5]
- obvod: 230 cm
- věk: víc než 100 roků
- památný strom ČR: od 14. února 2008
- umístění: Jihomoravský kraj, okres Brno-venkov, obec Lažánky

## Památné stromy v okolí
- Chudčická lípa
- Helánové lípy, Chudčice
- Dub u hradu Veveří
- Dub u hradu Veveří II